# Джейк Лівермор
Джейк Лівермор (англ. Jake Livermore, нар. 14 листопада 1989, Лондон, Англія) — англійський футболіст, півзахисник клубу «Вотфорд».

## Клубна кар'єра
Джейк народився в одному з районів Лондона — Енфілді. З дитинства займався в академії «Тоттенгем Готспур». З 2006 року почав виступати за академію «шпор». За неї зіграв 39 матчів, в яких забив 9 м'ячів. Також виступав за резерв «Тоттенгема», за який зіграв 13 матчів.
Дебютував за першу команду в товариському матчі проти «Стівеніджа» у липні 2007 року.
29 лютого 2008 року підписав місячну орендну угоду з клубом «Мілтон Кінс Донс». 11 липня 2008 року був відданий в піврічну оренду клубу «Кру Александра», за який не зіграв жодного матчу, оскільки отримав травму — перелом малогомілкової кістки.
24 липня 2009 року підписав зі «шпорами» новий трирічний контракт і в той же день забив за команду гол у ворота «Барселони» у матчі Кубка Вемблі, який врятував команду від поразки.
24 серпня 2009 року був підписаний клубом «Дербі Каунті», також на правах оренди. Свій єдиний м'яч за «баранів» забив у матчі проти «Ноттінгем Форест», який не допоміг команді врятуватися від поразки.
В січні 2010 року був орендований командою «Пітерборо Юнайтед». Єдиний гол за команду з Пітерборо забив 23 січня 2010 року в матчі з «Шеффілд Венсдей». 2 березня 2010 був відкликаний з оренди, у зв'язку з низкою травм в «Тоттенгемі». Дебют Лівермора в Англійській Прем'єр-Лізі в складі «шпор» відбувся 20 березня 2010 року, в матчі проти «Сток Сіті».
23 вересня 2010 року він був відданий в оренду в «Іпсвіч Таун» до кінця року, де зіграв у 12 матчах чемпіонату.
24 березня 2011 року підписав орендну угоду з «Лідс Юнайтед». Дебютував за команду Саймона Грейсона 2 квітня 2011 року в матчі з «Ноттінгемом». У цій зустрічі він відзначився гольовою передачею.
Влітку 2011 року повернувся в «Тоттенгем» і нарешті зміг закріпитись в основному складі команди. Свій перший гол за «шпор» в офіційних турнірах Лівермор забив 18 серпня 2011 року в матчі Ліги Європи проти шотландського «Гарт оф Мідлотіана», а всього за два сезони провів за клуб 57 матчів, 35 з яких у Прем'єр-лізі.
У серпні 2013 на правах оренди до кінця сезону перейшов в «Галл Сіті». Наразі встиг відіграти за клуб з Галла 18 матчів в національному чемпіонаті.

## Виступи за збірну
10 серпня 2012 року Джейк був викликаний головним тренером збірної Англії Роєм Годжсоном на товариський матч зі збірною Італії, в якому і дебютував у складі національної збірної Англії, вийшовши у на 69 хвилині замість Френка Лемпарда. Наразі провів у складі збірної 7 матчів.
| Дата       | Місто    | Господарі | Результат | Гості      | Турнір            | Голи | Примітки  |
| ---------- | -------- | --------- | --------- | ---------- | ----------------- | ---- | --------- |
| 15-8-2012  | Берн     | Італія    | 1 – 2     | Англія     | товариський матч  | -    | 69'       |
| 22-3-2017  | Дортмунд | Німеччина | 1 – 0     | Англія     | товариський матч  | -    | 83'       |
| 10-6-2017  | Глазго   | Шотландія | 2 – 2     | Англія     | Відбір до ЧС 2018 | -    | 44' 90+5' |
| 1-9-2017   | Мдіна    | Мальта    | 0 – 4     | Англія     | Відбір до ЧС 2018 | -    |           |
| 4-9-2017   | Лондон   | Англія    | 2 – 1     | Словаччина | Відбір до ЧС 2018 | -    | 90+3'     |
| 10-11-2017 | Лондон   | Англія    | 0 – 0     | Німеччина  | товариський матч  | -    | 59' 86'   |
| 14-11-2017 | Лондон   | Англія    | 0 – 0     | Бразилія   | товариський матч  | -    | 54' 90'   |
| Усього     |          | Матчів    | 7         |            | Голів             | 0    |           |